# Следствием установлено
«Следствием установлено» — художественный фильм режиссёра Ады Неретниеце, снятый на Рижской киностудии в 1981 году.

## Сюжет
В результате неудачной погони патрульная милицейская группа упустила подозрительного субъекта, который, уходя от преследования, бросил в воду тяжёлую сумку. Той же ночью в городском парке был найден труп неизвестной женщины. На следующий день стало понятно, что это дело рук одного преступника.
В пакете, который со дна реки достали водолазы, оказалась большая сумма наличных денег, а сумка, как выяснилось, принадлежала убитой, опознанной после показа фото в телеэфире. Подозрение пало на знакомого Лидии Найдёновой — Александра Зотова. На допросе в прокуратуре он признался, что крепко повздорил накануне убийства со своей бывшей квартирной хозяйкой. Следователь Граудиня выяснила, что у Зотова есть алиби и надо искать новую версию.

## В ролях
- Вия Артмане — Рута Яновна Граудиня, старший следователь прокуратуры (озвучивала Ирина Карташёва)
- Гунар Цилинский — майор милиции Артур Карлович Крамс (озвучивал Сергей Малишевский)
- Дмитрий Палеес — курсант милиции Дмитрий Агеев
- Евгений Иванычев — капитан милиции Усачев
- Валентина Талызина — Лидия Ивановна Найдёнова, повар на судне
- Галина Заборская — Ольга Ивановна Найдёнова, её дочь
- Светлана Брагарник — Елена Владимировна Вершинина, певица кабаре, подруга Найденовой
- Леонид Кулагин — Иван Степанович Шостак, «Фомин-Залевский», мойщик в таксопарке
- Янис Сканис — Алик (Александр Петрович) Зотов, музыкант (озвучивал Алексей Золотницкий)
- Евгений Вевер — младший сержант милиции, наставник курсанта Агеева
- Андрей Ильин — молодой таксист Валера (озвучивал Леонид Белозорович)
- Мартиньш Вердиньш — Ошис, капитан судна (озвучивал Владимир Разумовский)
- Сергей Добротворский — муж Маши
- Георгий Тимофеев — Александр Терентьевич Смолин, директор универсама (озвучивал Павел Винник)

## Съёмочная группа
- Авторы сценария: Леонид Медведовский, Кирилл Рапопорт
- Режиссёр-постановщик: Ада Неретниеце
- Оператор-постановщик: Мартиньш Клейнс
- Композитор: Иварс Вигнерс
- Художник-постановщик: Дайлис Рожлапа
- Исполнитель песни: Ольга Пирагс